# نيو مكسيكو يونايتد
نيو مكسيكو يونايتد (بالإنجليزية: New Mexico United)‏ هو ناد أمريكي لكرة القدم تأسس في عام 2018 في البركيكي في
ولاية نيو مكسيكو الأمريكية، ويلعب الفريق حاليًا في بطولة الدوري الامريكي.